# ウダ川
ウダ川（露:Уда、満洲語: ᡠᡩᡞ
ᠪᡞᠷᠠ　転写：udi bira、中:乌第河）は、ロシア連邦ハバロフスク地方を流れオホーツク海のウダ湾に注ぐ川である。河口にチュミカン港がある。
ジャグドゥイ山脈北麓に源を発し、東へ流れウダ湾に注ぐ。
漢名は烏第河の他、烏地河、烏達河、烏特河がある。1689年のネルチンスク条約ではこの川とスタノヴォイ山脈（興安嶺）の間を清とロシア帝国との間の国境未確定地域としたが、1858年のアイグン条約で完全にロシア領となった。
鮭が産卵のため遡上してくる。

## 支流
- 左支流
  - チョガル川（Чогар）
  - マヤ川（Мая）
  - ジャナ川（Джана）
- 右支流
  - シェヴリ川（Шевли）
  - ゲルビカン川（Гербикан）
  - ガラム川（Галам）